# Long Way Down (album Toma Odella)
Long Way Down – debiutancki album studyjny angielskiego piosenkarza indiepopowego, pianisty, kompozytora i autora tekstów Toma Odella. Został wydany 23 kwietnia 2013 przez Columbia Records, choć jego premiera była zapowiadana początkowo na 15 kwietnia 2013. W Polsce ukazał się 25 czerwca 2013. Album zadebiutował w Polsce na 31. miejscu zestawienia OLiS i uzyskał status platynowej płyty.

## Lista utworów
1. „Grow Old with Me”
2. „Hold Me”
3. „Another Love”
4. „I Know”
5. „Sense”
6. „Can't Pretend”
7. „Till I Lost”
8. „Supposed to Be”
9. „Long Way Down”
10. „Sirens”